# Que el cielo me explique
 (septembre 2024).
Que el cielo me explique, est une telenovela vénézuélienne produite par RCTV et diffusée en 2011 par Televen.

## Distribution
- Marianela González : Tania Sánchez
- Carlos Felipe Álvarez : Santiago Robles
- Roxana Díaz : Glenda Núñez
- Juan Camilo Donado : Eduardo Manrique
- Rebeca González : Rosa Roncayolo
- Caridad Canelón : Raiza Morales
- Aroldo Betancourt : Rubén Llano
- Estefanía López : Yuni Gómez
- Juan Carlos Alarcón : Carlos Patiño
- Wanda D´Isidoro : Elena Flores
- Yoletti Cabrero : Marilú Roncayolo
- Ricardo Bianchi : Tomas Sanabria
- Héctor Peña : Gaetano Morales, dit El Tano
- Sandra Díaz : Mayte Sanabria
- Kimberly Dos Ramos : Karen Montero
- Juan Pablo Yépez : Ernesto Valdés
- Gabriel Mantilla
- Christian Barbeitos : Gerardo Ruiz
- Karla Lopez : Beatriz
- Ebén Renán : El Dogo
- José Medina : El Cacri
- Alessandra Guilarte : Del Valle
- Andreina Caro : Ana
- Enrique Izquierdo : Trosky
- José Matilia
- Frank Guzmán : Miky Núñez
- Eughlymar Sierra : Adelita
- Mónica Spear : Violeta
- Claudia Moreno : Daniela
- Alfonso Medina
- Amanda Gutiérrez
- Nacarid Escalona
- Patricia Fuenmayor
- Estefanía Leiva : Berenice
- Antonio Rojas
- Cynthia Lander
- Hildamar Parra
- Luis Olavarrieta : Docteur
- Gonzalo Velutini